# Свобода вероисповедания в Бутане
Государственной религией Королевства Бутан является буддизм школы Друкпа Кагью, но ныне действующая Конституция Бутана, принятая в 2009 году, провозглашает свободу вероисповедания. Предшествовавшее ей бутанское законодательство также предусматривало право каждого человека на свободный выбор религии. Но, в то же время, политика этой страны ограничивает миссионерскую деятельность не-буддистов и сооружение не-буддистских культовых объектов, препятствует въезду в страну проповедников других религий и регламентирует проведение не-буддистских религиозных праздников. На жителей южных районов Бутана, исповедующих индуизм, эти ограничения не распространяются.
В 2007 году не было никаких сообщений о фактах принуждения к принятию буддизма Махаяны, общественного давления (англ. Structural abuse) или дискриминации по мотивам вероисповедания или занятий религиозной деятельностью. Известны подобные случаи, происходившие в Бутане в конце 1980-х — начале 1990-х годов.

## Религии народов Бутана
От двух третей до трёх четвертей населения Бутана исповедует буддизм Махаяны (школы Друкпа Кагью и Ньингма), примерно четверть (в основном, непальцы по национальности) — индуизм. Бутанские непальцы, проживающие, в основном, на юге страны, придерживаются различных индуистских традиций и школ, включая шиваизм, вайшнавизм, шактизм, гханапатхизм (англ. Ghanapathi), пуранизм и ведизм. Христиане (в основном, католики и протестанты) и нерелигиозные группы составляют менее одного процента населения.
До введения буддизма на территории современного Бутана преобладала религия бон. Ряд традиций и обычаев из этой религии вошли в буддистскую традицию и продолжают совершаться, но при этом крайне мало граждан Бутана сейчас исповедует религию бон «в чистом виде».

## Религиозное право
Основными законами, регулирующими религиозную деятельность в Бутане, является конституция, установившая свободу вероисповедания, и принятые в соответствии с ней сопутствующие нормативно-правовые акты бутанского законодательства. Религиозные свободы в Бутане могут ограничиваться другими законами и правилами, устанавливаемым бутанскими властями, касающимся дискриминации, религиозных организаций, национальной безопасности, общественного порядка и защиты семьи.
Национальная Ассамблея Бутана в 1969 и 1979 годах принимала резолюции, запрещающие открыто практиковать религии, кроме буддистских и индуистских; однако действующее законодательство Бутана недвусмысленно устанавливает религиозную свободу для всех граждан.

### Конституция
Согласно действующей Конституции Бутана, государственной религией является буддизм школы Друкпа Кагью, но при этом король является защитником всех религий в стране. Свобода вероисповедания гарантируется; но при этом конституция устанавливает ограничения на прозелитизм и участие религиозных деятелей в политике. По конституции, религиозные деятели и организации обязаны «поддерживать духовное наследие страны, но так, чтобы религия оставалась отделённой от политики», а сами они были «выше политики»: например, зарегистрированным монахам не разрешается участвовать в выборах, они не имеют права избирать или быть избранными. Далее Конституция Бутана запрещает создание и деятельность политических партий и движений, основанных на религии.
Конституция гарантирует каждому гражданину Бутана «право на свободу мысли, совести и религии» и устанавливает, что «никто не может быть принуждён к изменению своего вероисповедания с помощью насилия или побуждения», а также устанавливает равенство перед законом и запрещает религиозную дискриминацию: «все люди равны перед законом, имеют право на равную и действенную защиту закона и не могут подвергаться дискриминации по признаку расы, пола, языка, религии, политических убеждений или иного статуса». При этом конституционная норма, не допускающая применять «насилие или побуждение», в 2010 году была истолкована судом дзонгхага как запрещающая не только принудительное обращение в религию, но прозелитизм: деятельность миссионера, проводившего показ кинофильма о жизни Христа, была признана противоправной; суд признал его виновным в совершении «попытки побуждения к гражданскому неповиновению» и приговорил к трём годам лишения свободы

### Чхоедей Лханцхог
Закон «О религиозных организациях» от 2007 года провозглашает своей целью защиту и сохранение духовного наследия Бутана, для чего вводится регистрация и администрирование религиозных организаций. В соответствии с этим законом, был учреждён Чхоедей Лханцхог (Chhoedey Lhentshog) — регулятивный орган власти Бутана, занимающийся религиозными организациями.
В состав Чхоедей Лхенцхог входят восемь человек, шесть из которых имеют право принятия решений. Председатель этого комитета назначается премьер-министром Правительства Бутана. От буддийских монахов участвует представитель Драцханг Лханцхога как член по должности. Один представительНационального совета. Ещё одного выбирают ламы школы Ньингма (из числа тулку, Кхенпо или лам). Буддийских монахинь (Аним) представляет назначенка их комитета — Аним Чхоедей. Бутанских индуистов представляет пандит школы «Дхармик Самудаи». Также в Чхоедей Лхенцхог входят представители Министерства финансов и Министерства внутренних дел и культуры.
В компетенции Чхоедей Лханцхог находится управление, мониторинг и регулирование деятельности всех религиозных организаций, кроме «Гедун Драцханг», которая находится в ведении монашеского органа власти «Драцханг Лханцхог». В своей деятельности Чхоедей Лханцхог должен следовать принципам и ценностям мира, ненасилия, сострадания и терпимости, создавать условия для «истинного и устойчивого развития доброго и сострадательного общества, в основе которого лежат ценности и дух буддизма». Религиозные организации, в свою очередь, должны быть в своей деятельности прозрачными и ответственными, при этом «уважать местные знания и обычаи, личное достоинство, своеобразие, культуру и ценности».
По «Закону о религиозных организациях», каждая религиозная организация Бутана должна быть зарегистрирована в Чхоедей Лханцхог, который выдаёт ей регистрационный сертификат, подтверждающий соответствие деятельности этой организации требованиям закона. Руководитель религиозной организации, подающий заявление о регистрации в Чхоедей Лханцхог, должен быть гражданином Бутана и раскрыть сведения о своём имуществе, образовании, судимости. Отказ в регистрации может быть обжалован в Королевском суде.
В Бутане не допускается деятельность незарегистрированных религиозных организаций. Но и зарегистрированным требуется получать разрешения от местных властей на проведение публичных мероприятий. Получение поддержки из другого государства и приглашение иностранцев для выступлений на религиозных мероприятиях возможно только по специальному разрешению Министерства внутренних дел и культуры. При этом, зарегистрированные религиозные организации освобождаются от уплаты налогов и пользуются рядом других привилегий. Но они должны отчитываться перед Чхоедей Лханцхог о своём имуществе, активах, задолженностях и обязательствах, о полученных пожертвованиях и понесённых расходах. Эта отчётность является публичной.
Закон «О религиозных организациях» регламентирует так же их внутреннюю деятельность, подобно законам других стран о некоммерческих и религиозных организациях. Законом установлена организационная структура, порядок проведения собраний и кворум, корпоративная ответственность, правила сбора пожертвований и получения другой благотворительной помощи, порядок распоряжения имуществом, порядок слияния, разделения и ликвидации религиозных организаций. Далее «О религиозных организациях» устанавливает составы шести правонарушений, специфичных для религиозных организаций: ложное заявление, сообщение ложной или вводящей в заблуждение информации, злоупотребление доверием, нецелевое использование денежных средств, незаконный сбор пожертвований и незаконное финансирование. Незаконное финансирование рассматривается как незначительное преступление и влечёт штраф, приостановление деятельности или отмену регистрации. Другие правонарушения религиозных организаций классифицируются Уголовным кодексом и прочими актами бутанского законодательства.
Хотя закон «О религиозных организациях» был принят в 2007 году, первое заседание Чхоедей Лхенцхог состоялось только в мае 2009 года; до этого ни одной религиозной организации не было зарегистрировано. В сентябре 2010 года Чхоедей Лхенцхог опубликовал список четырнадцати видов религиозных деятелей, которым запрещено участвовать в светских выборах: к ним отнесли гомшенов (отшельников), аним (буддийских монахинь), тулку, Кхенпо, латруэлов, пуджарая, пандитов и некоторых других. Однако, некоторые из них могут находиться на государственной гражданской службе. В ноябре 2010 года Чхоедей Лхенцхог обсуждал порядок регистрации христианских религиозных организаций; саму регистрацию планировали начать на следующем заседании через полгода. Но после этого заседания Чхоедей Лхенцхога, не дожидаясь заявлений о регистрации и результатов их рассмотрения, Правительство Бутана призвало христиан к единству и решило, что в Бутане может быть зарегистрирована только одна христианская религиозная организация, которая будет представлять интересы всех христиан страны — аналогично бутанским индуистам, которые составляют около 22 % населения Бутана, принадлежат к разным религиозным направлениям, но представлены только одной зарегистрированной религиозной организацией, называющейся «Хинду Дхарма Самудая» (англ. Hindu Religion Community).

### Другие религиозные правовые нормы
Правоприменение в Бутане в целом отражает политику правительства, поддерживающего свободу индивидуальной религиозной идентификации. Так, «Закон о национальной безопасности» от 1992 года запрещает «разжигание вражды или ненависти между различными религиозными, расовыми или языковыми группами, кастами и сообществами, производимое с помощью сказанных или написанных слов, или других средств распространения информации». Наказание за нарушение этого закона — до трёх лет лишения свободы; о практическом применении этой нормы властями Бутана нет достоверных сведений.
В ноябре 2010 года Парламент Бутана рассматривал поправки в Уголовный кодекс Бутана 2004 года, предусматривающие уголовную ответственность за обращение в другую религию «силой или обольщением».
«Закон о браке» 1980 года, с поправками от 1996 года, устанавливает светский брак и регулирует вопросы регистрации брака, разводов, усыновления и опекунства. Традиционно и буддисты, и индуисты Бутана разрешали вопросы о браке и семье в соответствии со своими религиозными традициями, которые и сейчас сильны; но с принятия этого закона наметилась тенденция к усилению государственного юридического регулирования семейной жизни. Но в целом законодательство Бутана основано на обычном праве и заповедях буддизма.

## Осуществление свободы вероисповедания
С 2007 года свобода вероисповедания в Бутане установлена законом, но религиозная деятельность существенно ограничивается властями, а буддизм Махаяны остаётся государственной религией. Власти Бутана препятствуют проведению не-буддистских религиозных собраний, как с большим, так и с малым количеством участников, и запрещают деятельность не-буддистских миссионеров. На строительство любых новых зданий и сооружений на территории Бутана требуется получать лицензии; строительство не-буддистских храмов и других культовых сооружений не разрешается. Поначалу законодательство Бутана не запрещало явным образом миссионерство и пропаганду различных религий, но потом отдельным решением Королевского Правительства прозелитизм был запрещён. Но публикация религиозных информационных материалов не запрещается никаким законом.
При проведении земельной реформы 1956 года, значительная часть монастырских плодородных земель была изъята и роздана безземельным крестьянам; также монахи лишились права контролировать дороги и собирать плату за проезд. В качестве компенсации, государство стало финансировать из бюджета монашескую общину «Драцханг Лханцхог» (3500 монахов).
В 2007 году, 10 из 150 мест в Национальной ассамблее и 2 из 11 мест в правительстве были зарезервированы по закону для буддистских монахов из уважения к традиционной дуальной системе управления. Но для других должностных лиц парламента и правительства религиозных ограничений нет; в бутанском правительстве работает много не-буддистов. Например, в 2007 году индуистский священнослужитель был членом Специальной комиссии по культурным отношениям. Основные буддистские религиозные праздники являются государственными праздниками в Бутане. При этом король Бутана объявил национальным праздником один из главных индуистских фестивалей, и королевская семья принимает в нём участие.
В 2007 году, по сообщениям бутанских диссидентов и некоммерческих организаций других стран, направленным в Государственный департамент США, в школах Бутана допускалось религиозное обучение только вероучениям Ньингма и Друкпа Кагью, и в государственных школах участие в буддистских религиозных обрядах было обязательным. Правительство Бутана отрицает это, и утверждает, что религия не входит в учебные планы современных образовательных учреждений; что обучение буддизму происходит только в монастырских школах, а в других школах религиозное обучение запрещено. По сообщениям бутанских некоммерческих организаций, учащиеся могут принимать участие в религиозной церемонии, проводимой каждое утро — но это не обязательно для них, и такая церемония является «внеконфессиональной»: она не связана с определённой буддийской школой или деноминацией.
Правительство обязывает всех граждан Бутана соблюдать Дриглам Намжа и, в частности, носить традиционную нгалопскую одежду в общественных местах; однако, это строго требуется только при посещении буддистских монастырей и других религиозных зданий, государственных учреждений, школ, а также при исполнении служебных обязанностей и проведении публичных церемоний. В других случаях, по сообщениям некоторых граждан Бутана, этот закон применяется не всегда.

### Ограничения религиозной свободы
Последователи религиозных групп, не относящихся к буддизму и индуизму, в основном, могут свободно проводить религиозные собрания и обряды в частных домах, но, по сообщениям НКО, им запрещено возводить религиозные здания или собираться публично. Некоторые христианские группы сообщали, что они проводят собрания с большой осторожностью, особенно в сельской местности, опасаясь властей. В 2007 году Госдеп США сообщил о том, что на юге Бутана есть одно здание, используемое христианами для богослужений. В том же году на строительство каждого нового здания в Бутане требовалось получать отдельную лицензию от властей, и на строительство христианских культовых объектов такие лицензии не выдавались. Этническим непальцам, исповедующим индуизм, лицензии на строительство новых культовых сооружений выдавались но, по их сообщениям, власти Бутана отдавали предпочтение буддистским, а не индуистским храмам. По сообщениям НКО, власти Бутана редко разрешают строить новые индуистские храмы: последний раз такое разрешение было выдано в начале 1990-х годов, когда правительство не только дало разрешения на строительство и реконструкцию храмов и учебных центров по изучению санскрита и хинди, но и частично финансировало эти проекты.
Правительство Бутана оказывает финансовую поддержку строительству буддистских храмов и других культовых объектов буддизма, а также выделяет деньги на содержание буддистских монахов и монастырей. Правительство отрицает, что оказывает какое-то предпочтение буддистам за счёт индуистов, а количество выданных лицензий на строительство храмов объясняет принципом спроса и предложения: в целом по стране буддистские общины намного чаще запрашивают такие разрешения, нежели индуистские. Также правительство отмечает, что оказывало поддержку строительству множества индуистских храмов на юге Бутана, где живёт большинство индуистов, а также предоставляло стипендии для изучения санскрита в Индии.
Некоторые высокопоставленные гражданские служащие, независимо от религии, должны давать присягу на верность королю, стране и народу. И хотя эта присяга не содержит религиозных положений, церемонию её принесения проводит буддистский лама. Диссиденты утверждают, что претенденты на государственные должности должны заявить о своей религиозной принадлежности прежде, чем будут допущены. В 2007 году не было сообщений о дискриминации христиан на госслужбе; в предыдущие годы такие сообщения были.
В январе 2006 года двое служащих были арестованы в деревне Наго дзонгхага Паро по обвинению в совершении актов прозелитизма под фальшивым предлогом проведения официального собрания, а также в клевете на Духовного Главу Бутана, выдаче себя за официальных лиц в официальном бизнесе и представлении ложной информации. В соответствии с Уголовным кодексом Бутана и законом «О национальной безопасности», в начале июня 2006 года суд дзонгхага на открытом судебном заседании признал обоих виновными и приговорил к 3 и 3,5 годам лишения свободы. Христианские группы утверждают, что на самом деле эти люди были осуждены за то, что показывали христианский фильм в буддистском доме. Осуждённые не обжаловали приговор, хотя по закону имели право на апелляцию. 28 июня 2006 года оба были досрочно освобождены после уплаты штрафа.

## Заметки
1. ↑  Constitution: Art. 3, §§ 1, 2
2. ↑  Constitution: Art. 3, § 3
3. ↑  Constitution: Art. 15, §§ 3, 4(b)
4. ↑  Constitution: Art. 7, § 4
5. ↑  Constitution: Art. 7, § 15
6. ↑  Rel. Org. Act: Preamble; § 6
7. ↑  Rel. Org. Act: Chs. 3-18
8. ↑  Rel. Org. Act: § 7
9. ↑  Rel. Org. Act: §§ 4, 12-16
10. ↑  Rel. Org. Act: §§ 100, 101
11. ↑  Rel. Org. Act: §§ 19-22, 36
12. ↑  Rel. Org. Act: §§ 23, 34, 35, 87-92
13. ↑  Rel. Org. Act: §§ 39-86
14. ↑  Rel. Org. Act: § 7
15. ↑  Constitution: Third Schedule